# Рубашкин, Алексей Сергеевич
Алексей Сергеевич Рубашкин (15 апреля 1915, Крутинский, область Войска Донского — 29 ноября 1995, Крутинский, Ростовская область) — участник Великой Отечественной войны, полный кавалер ордена Славы.

## Биография
Родился 15 апреля 1915 года на хуторе Крутинский Области Войска Донского, ныне Белокалитвинского района Ростовской области в семье крестьянина. Русский. Родители — Сергей и Фёкла Рубашкины работали в колхозе, воспитывали троих детей: Алексея, Варвару и Ивана.
Окончил 4 класса школы. Работал механизатором в колхозе. В Красной армии служил с апреля 1941 года. На фронтах Великой Отечественной войны — с апреля 1942 года. Член ВКП(б) с 1944 года. Дважды был ранен.
На момент представления к награждению орденом Славы 1-й степени служил автоматчиком 1-й стрелковой роты 91-го гвардейского стрелкового полка (33-я гвардейская стрелковая Севастопольская дивизия, 39-я армия, 3-й Белорусский фронт), гвардии младший сержант.
Был демобилизован в 1945 году в звании гвардии старшины. Вернулся на родину и работал заведующим молочно-товарной фермой в колхозе «Дружба» на хуторе Крутинский. Затем по состоянию здоровья перешел на работу в кормоцех свинотоварной фермы. Был дважды женат, отец шестерых детей: Анна, Марфа, Иван, Алексей, Анна и Галина.
Умер 29 ноября 1995 года. Похоронен в родном хуторе.

## Награды
- Полный кавалер ордена Славы (15.05.1944, 12.12.1944, 19.04.1945).
- Награждён орденами Отечественной войны I степени и Красной Звезды, а также медалями, среди которых «За отвагу».
- Удостоен звания «Почетный гражданин г. Белая Калитва» (1996 год).

## Память
- Мемориальная доска А. С. Рубашкину установлена на Аллее Славы в парке Маяковского города Белая Калитва[1][~ 1].
- Также мемориальная доска была установлена в хуторе Крутинском на доме, в котором всю жизнь прожил Алексей Сергеевич[1].

## Комментарии
1. ↑  Памятник установлен в 1985 году, является объектом культурного наследия в Ростовской области. Решение № 301 «О принятии на государственную охрану памятников истории и культуры в Ростовской области» от 18.11.1992 было принято Ростовским областным Советом народных депутатов. Номер в реестре: 611510363630005, учётный номер: 61-66492[3].